# Cantone di Caussade
Il Cantone di Caussade era una divisione amministrativa dell'arrondissement di Montauban.
È stato soppresso a seguito della riforma complessiva dei cantoni del 2014, che è entrata in vigore con le elezioni dipartimentali del 2015.
Comprendeva i comuni di:
- Caussade
- Cayrac
- Cayriech
- Lavaurette
- Mirabel
- Monteils
- Réalville
- Saint-Cirq
- Saint-Georges
- Saint-Vincent
- Septfonds